# 国際殺人局K/ナンバーのない男
『国際殺人局K/ナンバーのない男』（こくさいさつじんきょくK/ナンバーのないおとこ、Innocent Bystanders）は、1972年に公開された映画。ジェームズ・ミッチェルによる1969年の小説に基づいており、疎外され孤独になったスパイが組織に挑戦する姿を描く。出演はスタンリー・ベイカーなど。

## キャスト
※括弧内は日本語吹替（初回放送1977年5月8日『日曜洋画劇場』）
- ジョン・クレイグ：スタンリー・ベイカー（小林清志）
- ミリアム・ローマン：ジェラルディン・チャップリン（平井道子）
- ルーミス：ドナルド・プレザンス（島宇志夫）
- ブレイク：ダナ・アンドリュース
- ジョアンナ：スー・ロイド
- アンドリュー：ダーレン・ネスビット
- アーロン：ヴラデク・シェイバル